# Kanton La Suze-sur-Sarthe
Der Kanton La Suze-sur-Sarthe ist ein französischer Wahlkreis im Arrondissement La Flèche, im Département Sarthe und in der Region Pays de la Loire; sein Hauptort ist La Suze-sur-Sarthe. Vertreter im Generalrat des Départements ist seit 1988 Gérard Saudubray (PS).
Bis zur Verwaltungsgebietsreform vom 15. Februar 2006 gehörte der Kanton zum Arrondissement Le Mans.

## Gemeinden
Der Kanton besteht aus 15 Gemeinden mit insgesamt 27.039 Einwohnern (Stand: 1. Januar 2022) auf einer Gesamtfläche von 252,52 km²:
| Gemeinde                  | Einwohner 1. Januar 2022 | Fläche km² | Dichte Einw./km² | Code INSEE | Postleitzahl |
| ------------------------- | ------------------------ | ---------- | ---------------- | ---------- | ------------ |
| Chemiré-le-Gaudin         | 996                      | 22,79      | 44               | 72075      | 72210        |
| Étival-lès-le-Mans        | 1.852                    | 10,34      | 179              | 72127      | 72700        |
| Fercé-sur-Sarthe          | 577                      | 12,11      | 48               | 72131      | 72430        |
| Fillé                     | 1.543                    | 10,07      | 153              | 72133      | 72210        |
| Guécélard                 | 3.200                    | 12,18      | 263              | 72146      | 72230        |
| La Suze-sur-Sarthe        | 4.628                    | 21,40      | 216              | 72346      | 72210        |
| Louplande                 | 1.496                    | 18,47      | 81               | 72169      | 72210        |
| Malicorne-sur-Sarthe      | 1.881                    | 15,13      | 124              | 72179      | 72270        |
| Mézeray                   | 1.853                    | 32,95      | 56               | 72195      | 72270        |
| Parigné-le-Pôlin          | 1.038                    | 13,85      | 75               | 72230      | 72330        |
| Roëzé-sur-Sarthe          | 2.546                    | 26,46      | 96               | 72253      | 72210        |
| Saint-Jean-du-Bois        | 612                      | 14,62      | 42               | 72293      | 72430        |
| Souligné-Flacé            | 646                      | 16,49      | 39               | 72339      | 72210        |
| Spay                      | 2.821                    | 14,22      | 198              | 72344      | 72700        |
| Voivres-lès-le-Mans       | 1.350                    | 11,44      | 118              | 72381      | 72210        |
| Kanton La Suze-sur-Sarthe | 27.039                   | 252,52     | 107              | 7221       | –            |

Bis zur landesweiten Neugliederung der Kantone im März 2015 bestand der Kanton La Suze-sur-Sarthe aus den zwölf Gemeinden Chemiré-le-Gaudin, Étival-lès-le-Mans, Fercé-sur-Sarthe, Fillé, Guécélard, La Suze-sur-Sarthe, Louplande, Parigné-le-Pôlin, Roëzé-sur-Sarthe, Souligné-Flacé, Spay und Voivres-lès-le-Mans. Sein Zuschnitt entsprach einer Fläche von 189,82 km2. Er besaß vor 2015 den INSEE-Code 7231.

## Bevölkerungsentwicklung
| 1962 | 1968 | 1975   | 1982   | 1990   | 1999   | 2006   |
| ---- | ---- | ------ | ------ | ------ | ------ | ------ |
| 9312 | 9982 | 12.452 | 15.457 | 17.500 | 18.850 | 21.139 |